# تشارلز بي. سنايدر
تشارلز بي. سنايدر هو قاضي ودبلوماسي ومحامي وسياسي أمريكي، ولد في 9 يونيو 1847 في تشارلستون في الولايات المتحدة، وتوفي في 21 أغسطس 1915 في فينيلاند في الولايات المتحدة. نشط حزبياً في الحزب الديمقراطي. وقد انتخب عضو مجلس النواب الأمريكي ‏.